# Весенние цветы
«Весенние цветы» — пасхальное яйцо фабрики Фаберже, изготовленное около 1899 года в мастерской Михаила Перхина. Существует мнение, что яйцо было подарено вдовствующей императрице Марии Фёдоровне кем-то из её близких родственников.
В настоящее время ювелирное яйцо находится в постоянной экспозиции Музея Фаберже в Санкт-Петербурге, расположенном во дворце Нарышкиных-Шуваловых.

## Дизайн
Ювелирное яйцо «Весенние цветы» выполнены в стиле неорококо. Снаружи оно покрыто прозрачной землянично-красной эмалью по гильошированному фону с золотыми накладными завитками в стиле второго рококо. Его створки открываются по вертикальному шву, отороченному поясом алмазов. Сверху яйцо закрывается алмазной защёлкой. Оно располагается на круглом двухступенчатом постаменте, изготовленном из бавенита, сверху заключённого золотом поясом, инкрустированным алмазами, а у основания оформленного золотым орнаментом в стиле рокайль.

## Сюрприз
Внутри яйца помещён сюрприз в виде миниатюрной вынимающейся корзинки с подснежниками, лепестки которых изготовлены из халцедона, а пестики из демантоидов. Этот сюрприз очень похож на корзинку с цветами, размещённую в «Зимнем» яйце, изготовленном в 1913 году.

## История
Дата изготовления яйца до сих пор остаётся загадкой, как и то, каким образом оно попало в коллекцию императрицы Марии Фёдоровны, хранившуюся в Аничковом дворце. На нём стоят раннее клеймо мастера Михаила Перхина и пробирное клеймо, которое применялось в Санкт-Петербурге до 1899 года, при этом на футляре яйца имеется штамп Фаберже с адресами Санкт-Петербургского, Московского и Лондонского отделений фирмы. На первый взгляд эти данные противоречивы, поскольку клеймо мастера говорит о том, что яйцо было выполнено до 1899 года, однако футляр указывает на то, что оно было создано после 1903 года, когда в Лондоне открылось отделение фирмы.
При описи имущества императрицы Марии Федоровны, хранившегося в Аничковом дворце, составленной в середине сентября 1917 года перед передачей его в Оружейную палату Кремля, упоминаются «портмоне из позолоченного серебра в форме яйца, покрыт красной эмалью, с сапфиром», и как отдельный предмет — «корзинка с цветами, украшенная бриллиантами». Вполне возможно, эти строчки относятся к данному яйцу и его сюрпризу. В 1933 году объединение «Антиквариат» продало яйцо «Весенние цветы» неизвестному лицу за 2000 рублей ($1000). Позднее оно было продано фирмой A La Vieille Russie коллекционеру из Лонг Айленда Ландсделлу Кристи, а затем, в 1966 году, Малькольму Форбсу как императорское пасхальное яйцо.
Яйцо «Весенние цветы» дважды выставлялось в качестве императорского пасхального яйца в музее Метрополитен в Нью-Йорке — в 1961 и 1996 годах, а также в Музее Виктории и Альберта в 1977 году. До 1993 года все публикации, посвященные данному пасхальному яйцу, причисляли его к серии императорских пасхальных яиц. Этого мнения придерживались многие ведущие специалисты, однако после более глубокого анализа Татьяна Мунтян исключила пасхальное яйцо «Весенние цветы» из списка подарков, сделанных императорами России. Она считает, что яйцо принадлежало императрице Марии Фёдоровне и было подарено ей кем-либо из родственников или близких друзей.